# Dvořiště (Bystřice nad Pernštejnem)
Dvořiště (německy Dworschischt) je část města Bystřice nad Pernštejnem, součást Okresu Žďár nad Sázavou a Kraje Vysočina. Na počátku roku 2003 zde žilo 89 obyvatel. Vzdálenost od Bystřice nad Pernštejnem je zhruba 3 km.

## Historie
První písemná zmínka o obci pochází z roku 1474.
| Rok            | 1869 | 1880 | 1890 | 1900 | 1910 | 1921 | 1930 | 1950 | 1961 | 1970 | 1980 | 1991 | 2001 |
| -------------- | ---- | ---- | ---- | ---- | ---- | ---- | ---- | ---- | ---- | ---- | ---- | ---- | ---- |
| Počet obyvatel | 195  | 182  | 140  | 141  | 143  | 158  | 153  | 118  | 99   | 98   | 102  | 100  | 93   |

## Pamětihodnosti
- Aueršperk zřícenina

## Galerie

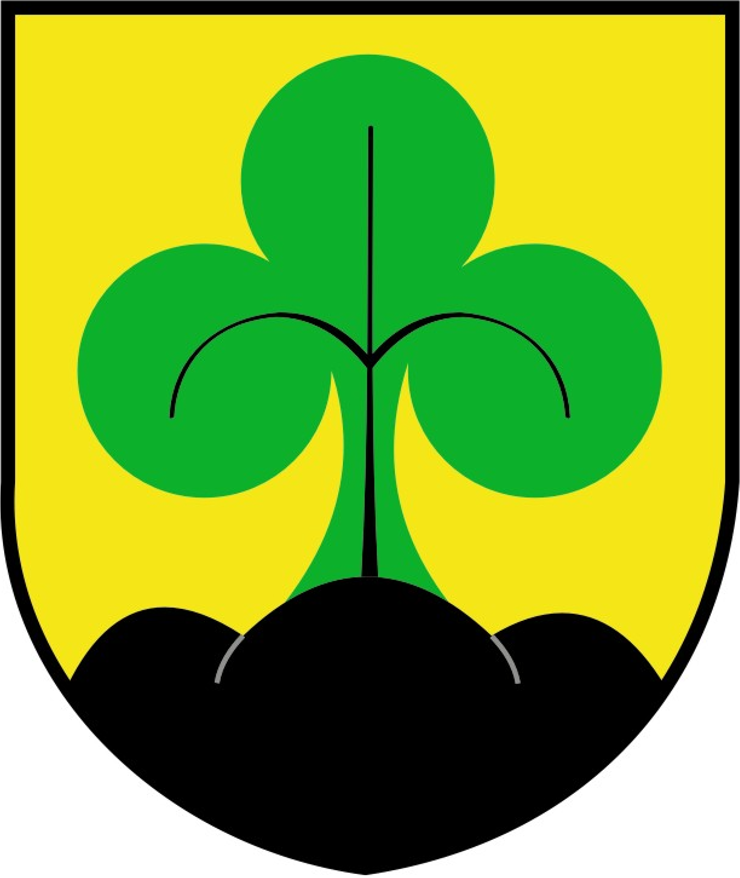
Znak
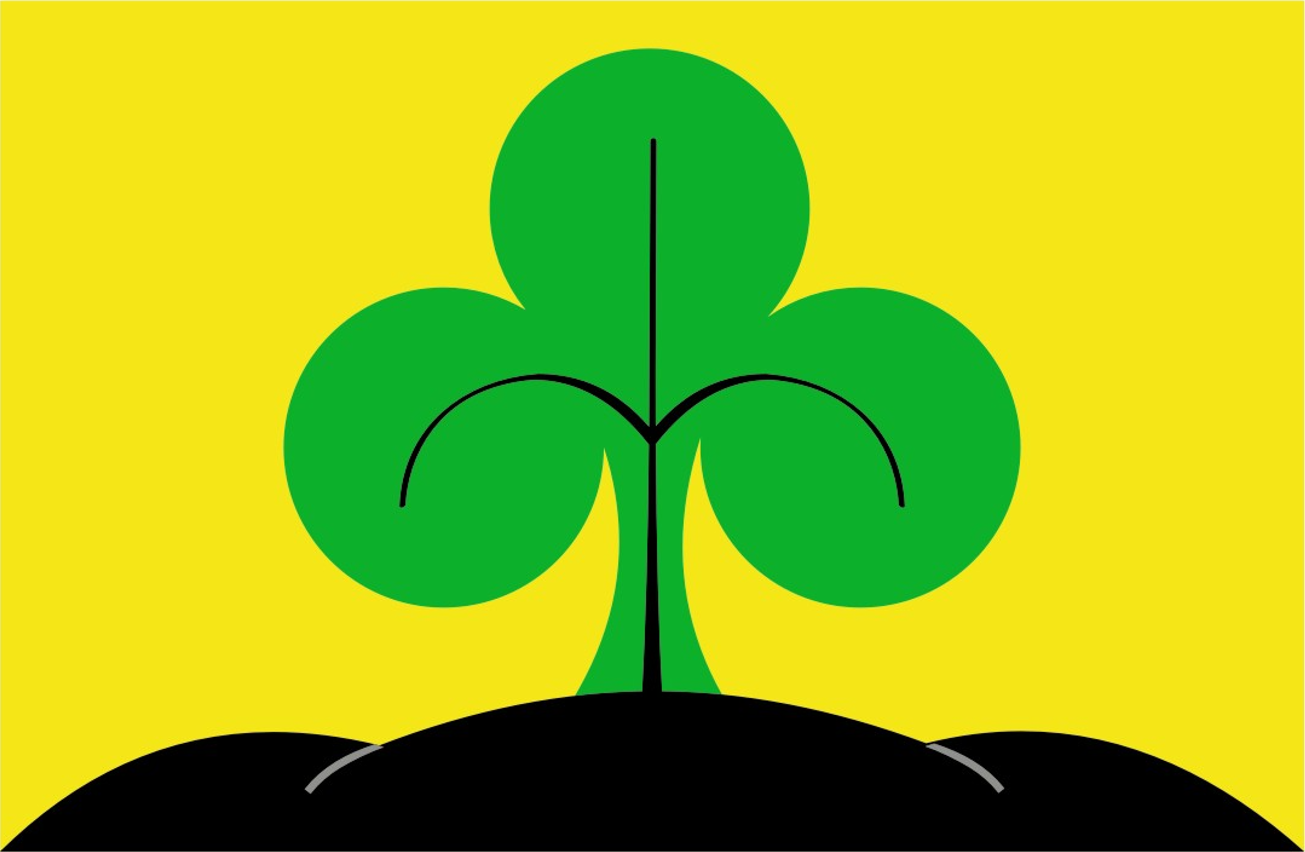
Vlajka